# Ленаугайм (комуна)
Ленаугайм (рум. Lenauheim) — комуна у повіті Тіміш в Румунії. До складу комуни входять такі села (дані про населення за 2002 рік):
- Булгеруш (2027 осіб)
- Грабац (1935 осіб)
- Ленаугайм (1714 осіб)

Комуна розташована на відстані 444 км на північний захід від Бухареста, 35 км на захід від Тімішоари.

## Населення
За даними перепису населення 2002 року у комуні проживали 5676 осіб.
Національний склад населення комуни:
| Національність   | Кількість осіб | Відсоток |
| ---------------- | -------------- | -------- |
| румуни           | 4617           | 81,3%    |
| цигани           | 727            | 12,8%    |
| німці            | 193            | 3,4%     |
| угорці           | 99             | 1,7%     |
| українці         | 21             | 0,4%     |
| серби            | 8              | 0,1%     |
| словаки          | 5              | 0,1%     |
| росіяни-липовани | 4              | 0,1%     |
| чехи             | 2              | < 0,1%   |

Рідною мовою назвали:
| Мова       | Кількість осіб | Відсоток |
| ---------- | -------------- | -------- |
| румунська  | 4900           | 86,3%    |
| циганська  | 514            | 9,1%     |
| німецька   | 151            | 2,7%     |
| угорська   | 86             | 1,5%     |
| українська | 16             | 0,3%     |
| сербська   | 7              | 0,1%     |
| словацька  | 2              | < 0,1%   |

Склад населення комуни за віросповіданням:
| Релігія            | Кількість осіб | Відсоток |
| ------------------ | -------------- | -------- |
| православні        | 4337           | 76,4%    |
| римо-католики      | 814            | 14,3%    |
| п'ятдесятники      | 327            | 5,8%     |
| баптисти           | 51             | 0,9%     |
| реформати          | 43             | 0,8%     |
| греко-католики     | 34             | 0,6%     |
| не релігійні       | 22             | 0,4%     |
| адвентисти         | 10             | 0,2%     |
| старообрядці       | 7              | 0,1%     |
| бретрени           | 5              | 0,1%     |
| лютерани           | 1              | < 0,1%   |
| атеїсти            | 1              | < 0,1%   |
| не вказали релігію | 8              | 0,1%     |